# Bouillon bilié
Le Bouillon bilié est un milieu de culture pour l'identification des Enterococcus

## Composition
```
-
extrait de viande
:………….4,0 g
-peptone:………………….10,0 g
-bile déshydratée:………….40,0 g
-
Chlorure de sodium
:…………5,0 g
```

pH = 7,2

## Préparation
Milieu prêt à l'emploi.

## Lecture
La présence d'une culture traduit la capacité des bactéries du milieu à cultiver en présence de bile (on peut utiliser la gélose BEA (gélose Bile Esculine Azide) pour le même test).